# Live After Death
Live After Death är det brittiska heavy metalbandet Iron Maiden första livealbum, släppt 1985. Innan dess hade bandet bara släppt en live-EP, Maiden Japan. Live After Death spelades in under World Slavery Tour 1984–1985. Många kritiker anser att detta är en av de bästa heavy metal–liveskivorna som spelats in.
De första 13 låtarna är inspelade på Long Beach Arena i Long Beach i Los Angeles mellan den 14 och 17 mars 1985. De fem sista är inspelade på Hammersmith Odeon (numera Hammersmith Apollo) i London den 8, 9, 10 och 12 oktober 1984.
Videon Live After Death spelades också in på Long Beach Arena, dock en annan dag.

## Intro
Introt till skivan är ett tal av Winston Churchill, premiärminister i England under andra världskriget som han höll den 4 juni 1940.

"... We shall go on to the end, we shall fight in France, we shall fight on the seas and oceans, we shall fight with growing confidence and growing strength in the air, we shall defend our Island, whatever the cost may be, we shall fight on the beaches, we shall fight on the landing grounds, we shall fight in the fields and in the streets, we shall fight in the hills; we shall never surrender ..."

## Låtlista
Alla låtar är skrivna och komponerade av Steve Harris, där intet annat anges.. 
| 1. | Intro: Churchill's Speech                     | Winston Churchill             | 1:09 |
| 2. | Aces High (från Powerslave, 1984)             |                               | 4:07 |
| 3. | 2 Minutes to Midnight (från Powerslave, 1984) | Adrian Smith, Bruce Dickinson | 5:52 |
| 4. | The Trooper (från Piece of Mind, 1983)        |                               | 3:59 |
| 5. | Revelations (från Piece of Mind, 1983)        | Dickinson                     | 5:59 |
| 6. | Flight of Icarus (från Piece of Mind, 1983)   | Smith, Dickinson              | 3:21 |

| 1. | Rime of the Ancient Mariner (från Powerslave, 1984)          |           | 13:03 |
| 2. | Powerslave (från Powerslave, 1984)                           | Dickinson | 7:06  |
| 3. | The Number of the Beast (från The Number of the Beast, 1982) |           | 4:48  |

| 1. | Hallowed Be Thy Name (från The Number of the Beast, 1982) |                      | 7:17 |
| 2. | Iron Maiden (från Iron Maiden, 1980)                      |                      | 4:11 |
| 3. | Run to the Hills (från The Number of the Beast, 1982)     |                      | 3:52 |
| 4. | Running Free (från Iron Maiden, 1980)                     | Harris, Paul Di'Anno | 8:16 |

| 1.           | Wrathchild (från Killers, 1981)                             |                          | 2:54  |
| 2.           | 22 Acacia Avenue (från The Number of the Beast, 1982)       | Harris, Smith            | 6:04  |
| 3.           | Children of the Damned (från The Number of the Beast, 1982) |                          | 4:19  |
| 4.           | Die with Your Boots On (från Piece of Mind, 1983)           | Smith, Dickinson, Harris | 4:51  |
| 5.           | Phantom of the Opera (från Iron Maiden, 1980)               |                          | 7:01  |
| Total längd: | Total längd:                                                | Total längd:             | 98:09 |

| 1. | Losfer Words (Big 'Orra) (från Powerslave, 1984, inspelad på Hammersmith Odeon i oktober 1984)    |             | 4:14 |
| 2. | Sanctuary (från Iron Maiden, 1980, inspelad Long Beach Arena den 17 mars 1985)                    | Iron Maiden | 4:40 |
| 3. | Murders in the Rue Morgue (från Killers, 1981, inspelad på Hammersmith Odeon den 12 oktober 1984) |             | 4:32 |

## Bandsättning
- Steve Harris – bas
- Dave Murray – gitarr
- Bruce Dickinson – sång
- Nicko McBrain – trummor
- Adrian Smith – gitarr